# ستژژویتسه (استان لهستان بزرگ‌تر)
ستژژویتسه (به لهستانی:  Strzyżewice) یک روستا در لهستان است که در گمینا شوینچیخووا واقع شده‌است.